# (47293) Masamitsu
(47293) Masamitsu est un astéroïde de la ceinture principale.

## Description
(47293) Masamitsu est un astéroïde de la ceinture principale. Il fut découvert le 16 novembre 1999 à Kuma Kogen par Akimasa Nakamura. Il présente une orbite caractérisée par un demi-grand axe de 2,38 UA, une excentricité de 0,23 et une inclinaison de 3,3° par rapport à l'écliptique.

## Compléments